# Sceloporus squamosus
Sceloporus squamosus (карликова колюча ігуана) — вид ігуаноподібних ящірок родини фриносомових (Phrynosomatidae). Мешкає в Мексиці і Центральній Америці.

## Поширення і екологія
Карликові колючі ігуани мешкають на тихоокеанському узбережжі Мексики (крайній південний схід Оахаки, Чіапас), Гватемали, Сальвадору, Гондурасу, Нікарагуа і Коста-Рики. Вони живуть в сухих тропічних лісах і прибережних лісах, трапляються на плантаціях. Зустрічаються на висоті до 1500 м над рівнем моря.